# Опалення, вентиляція та кондиціювання повітря
Опалення, вентиляція та кондиціювання повітря, (скор. ОВК, або HVAC від англ. Heating, Ventilation, & Air Conditioning), це сукупність інженерних систем, метою яких є створення необхідних чи оптимальних умов мікроклімату, потрібних для перебування людей чи протікання технологічних процесів в приміщеннях будинків та споруд, засобах пересування тощо. Як інженерна спеціальність, у країнах СНД, традиційно належить до галузі будівництва та архітектури, у країнах Західної Європи та Америки до галузі машинобудування (Mechanical Engineering). ОВК часто розглядають у скупності з системами холодопостачання, теплогазопостачання.
Оскільки всі системи ОВК працюють з одним повітряним середовищем, тісно взаємодіють одна з одною, вони можуть розглядатися як єдина інженерна система.

## Параметри повітряного середовища
Система ОВК може так чи інакше впливати на наступні параметри повітряного середовища в приміщеннях:
- Температура
- Вологість
- Концентрація шкідливих речовин, неприємних запахів та мікроорганізмів у повітрі
- Рівень кисню та вуглекислого газу
- Рівень шуму та вібрації в приміщенні
- Швидкість руху повітря (протяги)
- Радіаційна температура поверхонь

## Опалення
Система опалення підтримує температуру повітря на заданому рівні у холодний період року.

## Вентиляція
Система вентиляції забезпечує видалення повітря з приміщення і заміну його свіжим, в необхідних випадках, обробленим повітрям.

## Кондиціонування повітря
Система кондиціонування повітря має на меті підтримання температури та вологості повітря на заданому рівні у теплий період року. Основною функцією системи, як правило, є охолодження повітря.